# 威瑟比 (紐約州)
威瑟比（英語：Witherby）是位於美國紐約州艾塞克斯縣的普查規定居民點。

## 人口
根據2020年美國人口普查的數據，威瑟比的面積為2.54平方千米，皆為陸地。當地共有人口385人，而人口密度為每平方千米151.57人。